# Гусейнов, Магомедкамиль Шамилович
Магомедкамиль Шамилович Гусейнов (21 декабря 1993) — российский спортсмен, специализируется по вольной борьбе и грэпплингу. 

## Спортивная карьера
Сначала занимался вольной борьбой. Воспитанник махачкалинской ШВСМ, тренировался под руководством Магомедрасула Гадисова. 19 июня 2012 года в Загребе одержав 4 победы стал победителем первенства Европы среди юниоров. 29 декабря 2018 года ему было присвоено звание мастер спорта России. Грэпплингом занимался в клубе махачкалинском «Агат» у Асхабали Халидова. В феврале 2020 года в Риме на чемпионате Европы по грэпплингу стал серебряным призёром в разделе «без кимоно». В декабре 2020 года на чемпионате России по грэпплингу в разделе «без кимоно» в городе Шали стал бронзовым призёром. В апреле 2021 года в Варшаве одержал победу на чемпионате Европы по грэпплингу в разделе «без кимоно».